# ヴァルハルベン
ヴァルハルベン（独: Wallhalben）はドイツ連邦共和国 ラインラント＝プファルツ州ズュートヴェストプファルツ郡の町村。ヴァルハルベン連合自治体（独: Verbandsgemeinde Wallhalben）の行政庁所在地となっている。
ピルマゼンスの北西約15km、ツヴァイブリュッケンの北東約15kmに位置する。